# Huerzelerimys vireti
Huerzelerimys vireti is een fossiel knaagdier uit het geslacht Huerzelerimys dat tijdens het Mioceen voorkwam in Frankrijk, Spanje en Italië. Deze soort, de typesoort van het geslacht, werd oorspronkelijk beschreven als een soort van Parapodemus, en later in Valerymys en (uiteindelijk) Huerzelerimys geplaatst. Deze soort stamt af van H. minor en is de voorouder van H. turolensis en H. oreopitheci.
Huerzelerimys minor · Huerzelerimys oreopitheci · Huerzelerimys turoliensis · Huerzelerimys vireti